# حوزه انتخابیه سیزدهم پنسیلوانیا
حوزه انتخابیه سیزدهم پنسیلوانیا یک حوزه انتخابیه مجلس نمایندگان آمریکا است که در ایالت پنسیلوانیا قرار دارد.